# Krosewicker Grenzwald
Der Krosewicker Grenzwald ist ein gut 7 ha großes Naturschutzgebiet auf dem Stadtgebiet von Vreden im Kreis Borken in Nordrhein-Westfalen.

## Lage, Ökologie
Der Krosewicker Grenzwald liegt nordwestlich von Vreden in der Nähe des Dorfes Ellewick-Crosewick im münsterländischen Kreis Borken, direkt an der Grenze zu den Niederlanden. Er ist ein Wald, der in einer Ackerlandschaft eingebettet ist. Hier wachsen Birken und Pfeifengräser. Im Zentrum des Naturschutzgebiets liegt ein kleines Gewässer, das Mitte der 1980er Jahre künstlich angelegt wurde.

## Tourismus
Am Krosewicker Grenzwald führt ein gekennzeichneter Wanderweg direkt an der Grenze entlang. Im Wald befindet sich ein Hügelgrab.  Das Naturschutzgebiet ist an das Radverkehrsnetzes NRW angebunden (Wabe 56) und liegt an der grenzüberschreitenden Radroute 8-er de grens. Auch die Flamingoroute führt hier vorbei, eine Themenroute der Radregion Münsterland. Der Knotenpunkt 20 und damit der Anschluss an das niederländische Knotenpunktsystem liegt östlich direkt auf der niederländisch-deutschen Grenze.